# Xianguan
Xianguan (kinesiska: 贤官, 贤官镇) är en köping i Kina. Den ligger i provinsen Jiangsu, i den östra delen av landet, omkring 240 kilometer norr om provinshuvudstaden Nanjing. Antalet invånare är 48091. Befolkningen består av 23 414 kvinnor och 24 677 män. Barn under 15 år utgör 18,0 %, vuxna 15-64 år 71 %, och äldre över 65 år 9,0 %.
Genomsnittlig årsnederbörd är 1 109 millimeter. Den regnigaste månaden är juli, med i genomsnitt 303 mm nederbörd, och den torraste är januari, med 13 mm nederbörd.